# Konzentrations-Leistungs-Test
Der Konzentrations-Leistungs-Test (KLT) geht auf ein von Heinrich Düker (1949) beschriebenes Verfahren zur Feststellung der allgemeinen psychischen Leistungsfähigkeit zurück. Mit dem Test wird der Anspruch erhoben, Konzentrationsfähigkeit im Sinne von Belastbarkeit, Ausdauer und Ermüdungsresistenz zu messen, wobei die Testergebnisse nur wenig von intellektuellen Voraussetzungen abhängen sollen. Der von Düker & Lienert (1965, S. 4) entwickelte Test soll die Langzeitanspannung im Unterschied zu Tests für Kurzzeitanspannung (z. B. Test d2) erfassen.

## Theoretischer Hintergrund
Der Konzentrations-Leistungs-Test (KLT) zählt zu den objektiven Leistungstests. Düker (1949, S. 10) selbst baute das Verfahren auf dem Konzept der Koordination auf, das Lösen der KLT-Aufgaben mache das geordnete Zusammenwirken der Einzeltätigkeiten „Auffassen“, „Rechnen“, „Merken“, „Regelabruf“ und „Entscheiden“ zu einer Gesamttätigkeit erforderlich. Diese Kompetenzen werden durch komplexe Rechenaufgaben, die auch Kurzzeitspeicherleistungen einbeziehen, getestet.
Der KLT war spätestens Ende der 1990er Jahre von den Normen her und den in der Handanweisung ausgewiesenen Schülergruppen veraltet, so fanden sich Schülergruppen, die es damals nicht mehr gab (z. B. Oberschüler, 14-jährige Berufs- und Berufsfachschüler). Diese Klagen waren Anlass für eine Neuentwicklung dieses Testverfahrens, die durch eine Arbeitsgruppe an der Universität Regensburg ab dem Jahr 2000 mit einer Neubearbeitung des aus dem Jahre 1969 stammenden KLT begonnen und mit der Publikation des KLT-R 2001 abgeschlossen wurde (Lukesch & Mayrhofer, 2001). Dabei fand nicht nur eine Neunormierung des Verfahrens statt, sondern auch die Präsentation der Testitems und damit die Testauswertung ist geändert worden.

## Testaufbau
Der KLT ist ein Papier- und Bleistifttest, er kann als Einzel- oder Gruppentest durchgeführt werden. Das Verfahren liegt in zwei Schwierigkeitsstufen und in zwei Parallelformen vor.
Die Testform des neuen KLT-R besteht aus 9 Aufgabenblöcken mit jeweils 20 Rechenaufgaben, für die jeweils 2 Minuten Bearbeitungszeit vorgesehen sind. Durch diese Anordnung ist es möglich, Auskunft über die Gesamtleistungsmenge, die Leistungsgüte (z. B. Fehlerprozent) sowie über die  Konstanz bzw. Schwankung der Leistungen (Schwankungsbreite, Verteilung der gemachten Fehler in den drei Testdritteln) zu erhalten.
Jedes Testitem besteht aus der Addition und Subtraktion von zwei mal drei einstelligen Zahlen; die Zwischenergebnisse müssen gemerkt werden; sodann wird ein Gesamtergebnis nach unterschiedlichen Regeln errechnet. Für die Bestimmung des Wertes für jedes Item sind entweder die Anwendung einer Regel (leichtere Form: KLT-R 4-6, für die Anwendung bei Schülern ab dem 4. bis zum 6. Schuljahr) oder von zwei Regeln (schwierigere Form: KLT-R 6-13, für Probanden ab dem 6. bis zum 13. Schuljahr sowie bei Erwachsenen) vorgesehen.
Die Regel für den KLT-R 4-6  lautet: Bilden Sie die beiden Summen aus den drei einstelligen Zahlen, merken Sie sich das Ergebnis, ziehen Sie jeweils die kleinere Zahl von der größeren ab und tragen Sie das Ergebnis in ein Kästchen ein.
Die beiden Regeln für den KLT-R 6-13 lauten:
1. Regel: Ist die obere Zahl (Summe aus den drei einstelligen Zahlen) größer als die untere, dann muss die untere von der oberen abgezogen und das Ergebnis in das Kästchen eintragen werden.
2. Regel: Ist die obere Zahl kleiner als die untere, dann soll die untere zu der oberen hinzugezählt und das Ergebnis in das Kästchen eintragen werden.
Zwischenergebnisse müssen im Kopf behalten werden und dürfen nicht auf dem Aufgabenblatt notiert werden. Nach 2 Minuten wird zu dem nächsten Aufgabenblock übergegangen.

## Auswertung
Für die Auswertung des Verfahrens liegen Lösungsschablonen für die beiden Schwierigkeitsstufen und die zwei Parallelformen vor. Aufgrund dieser Auswertung werden folgende Indizes berechnet:
- (1) Gesamtleistungsmenge, definiert als die Anzahl der richtig und falsch bearbeiteten Aufgaben (GL = RWR + RWF),
- (2) Anzahl richtig bearbeiteter Items (RWR = Rohwert richtig gelöster Aufgaben),
- (3) Anzahl falsch bearbeiteter Items (RWF = Rohwert falsch gelöster Aufgaben),
- (4) Fehlerprozent (F% = [RWF] x 100 / [RWR + RWF]),
- (5) Schwankungsbreite (SBR = Differenz aus den richtigen Lösungen aus dem Aufgabenblock mit der größten und der geringsten Leistung; wird nur für die richtig gelösten Aufgaben berechnet).
- (6) Zudem wird die Verteilung der gemachten Fehler auf die drei Testdrittel festgestellt.

Die Ergebnisse werden in Normwerte (Prozentrang- und Standardwerte) umgerechnet. Umrechnungstabellen für den KLT-R 4-6 gibt es für
- (1) Grundschule (4. Jahrgangsstufe)
- (2) Hauptschule (5. Jahrgangsstufe)
- (3) Realschule (5. Jahrgangsstufe)
- (4) Gymnasium (5. Jahrgangsstufe)
- (5) 5. Jahrgangsstufe (gewichtet nach Schulartanteilen)
- (6) Hauptschule (6. Jahrgangsstufe)
- (7) Realschule (6. Jahrgangsstufe)  * (8) Gymnasium (6. Jahrgangsstufe)
- (9) 6. Jahrgangsstufe (gewichtet nach Schulartanteilen)

Analoge Normtabellen, ebenfalls nach Jahrgangsstufe und Schulart gegliedert, liegen für den KLT-R 6-13 vor.

## Gütekriterien

### Objektivität
- Die Durchführungsobjektivität ist durch ein standardisiertes Durchführungsverfahren und die Verwendung einheitlicher Testmaterialien und genauer Zeitvorgaben gesichert.
- Die Auswertungsobjektivität ist durch die Verwendung von Schablonen gegeben. Ablesefehler sollten durch einen geübten Diagnostiker vermieden werden.
- Die Interpretationsobjektivität ergibt sich durch die Normtabellen.

### Reliabilität
Für alle Teilstichproben und die beiden Testformen sind die wesentlichen Item- und Testkriterien mit zufriedenstellenden Werten berechnet worden.
Für die neue Testform des KLT-R wurde die Reliabilität des Verfahrens mittels Koeffizienten der internen Konsistenz (Cronbach’s α) geschätzt; dabei wurden die neun Testblöcke als Items verwendet. Diese Werte liegen für die richtig gelösten Aufgaben in der Regel über .95, bei den falsch gelösten Aufgaben zumeist über .80.

### Validität

#### Konvergente Validität
Zu den Indikatoren der Leistungsmenge aus dem d2 (GZ bzw. GZ-F) und dem KLT-R bestehen relativ hohe Korrelationen, geringer sind hingegen die Korrelationen zwischen den Maßen der Leistungsqualität.
Die korrelativen Beziehungen zwischen der Mengenleistung aus dem KLT-R 6-13 und dem PSB 9 (Zahlenaddition) variierten zwischen .51 und .58, die Korrelationen zum PSB 10 (Zahlenvergleich) lagen zwischen .25 und .79, die Fehlerwerte aus dem KLT-R korrelierten hingegen kaum mit den Indikatoren aus dem PSB.

#### Divergente Validität
Bei einem korrelativen Vergleich mit den Ergebnissen des Rechentests 4-6 (RT 4-6, Lobeck et al., 1990) zeigten sich substantielle Korrelationen zwischen den richtigen Lösungen im KLT-R und dem RT 4-6; diese verweisen darauf, dass in den Konzentrationsaufgaben ein relativ hoher Materialfaktor enthalten ist. Obwohl die geforderten Rechenleistungen im KLT-R basaler Art sind (Grundrechenarten mit einstelligen Zahlen), kommt in den Leistungen im KLT-R auch die allgemeine Rechenfertigkeit der Probanden zum Ausdruck.
Zur Überprüfung des Zusammenhangs zwischen Konzentrationsfähigkeit und Intelligenz wurden die Reasoningaufgaben aus dem PSB (= Zahlenreihen) verwendet. Die Korrelationen zur Leistungsmenge aus dem KLT-R 6-13 betrugen .40 bzw. zur Leistungsgüte -.33. D. h. eine Unabhängigkeit von Intelligenz- und Konzentrationsleistungen konnte nicht belegt werden. Die Fähigkeit zu längerer Konzentration scheint vielmehr eine Vorbedingung für die erfolgreiche Bewältigung von Intelligenzaufgaben zu sein.

#### Kriteriumsbezogene Validität
Hier ist vor allem an den Zusammenhang mit Schulleistungen zu denken. Solche Studien wurden nur bei Gymnasiasten der 9. und 10. Schulstufe gemacht. Erwartungsgemäße Beziehungen deuteten sich an, es ließ sich allerdings nur ein Zusammenhang zwischen einem hohen F%-Wert und schlechten Mathematik-Noten statistisch absichern. Signifikante Unterschiede in Bezug auf den Leistungswert im KLT-R 6-13 waren zwischen Schülern, die sich in der Schule gut bzw. weniger gut einschätzen, vorhanden.
Als Validitätsbeleg kann die deutliche Altersprogression der Testleistung bei beiden Varianten des Verfahrens angesehen werden. Ebenso zeigten sich deutliche Leistungsunterschiede nach der Schulart  (Gymnasiasten hatten immer die besten Leistungen im Vergleich zu Real- und Hauptschülern). Geschlechtsbezogene Unterschiede traten hingegen nicht auf; dies hatte zur Folge, dass keine Normberechnungen nach Geschlechtern nötig waren.

## Nebengütekriterien

### Normen
- Für den KLT-R 4-6 konnte eine Normierungsstichprobe von etwa 860 bayerischen Schüler untersucht werden.
- Für den KLT-R 6-13 wurde eine Stichprobe von  ca. 2600 erreicht.
- Diese Zahlen reduzieren sich durch die Aufteilung auf die beiden Parallelformen A und B (KLT-R 4-6, Form A 430 Probanden, Form B 428 Probanden; KLT-R 6-13 Form A 1364 und Form B 1309 Schüler und Schülerinnen) sowie durch die Aufteilung nach Jahrgangsstufen und Schularten.

### Testfairness
Bei der Normierungsstudie wurden Angaben von 130 Testleitern erhoben. Dabei wurde die allgemeine Anwendbarkeit des Verfahrens bestätigt. Es herrschte durchaus der Eindruck vor, dass das Verfahren sehr anstrengend ist und hohe Anforderungen an die Konzentrationsfähigkeit stellt. Auch bei einer Befragung von Schülern und Schülerinnen wurde bestätigt, dass das Verfahren der Testintention entspricht, d. h. es wird als schwierig, anstrengend und konzentrationserfordernd wahrgenommen und setzt einen hohen Grad an Koordination von Einzeltätigkeiten bei gleichzeitiger Ausblendung ablenkender Stimuli voraus.

### Ökonomie
Der KLT kann mit 18 Minuten Durchführungszeit (zwei Minuten pro Aufgabenblock) und weiteren 10 Minuten für Einführung und Instruktion als ökonomischer Test angesehen werden.